# Daşoguz
Daşoguz (turcomano: Daşoguz, ruso: Дашогуз), anteriormente conocida como Tashauz, es una ciudad del norte de Turkmenistán y es la capital de la provincia de Daşoguz.
Fue fundada en el siglo XIX por los rusos como fortaleza.
Está conectada con Asjabad por vía aérea con Turkmenistan Airlines.

## Demografía
Según esrtimación 2010 contaba con una población de 245.872 habitantes.